# الدوري الهولندي الدرجة الأولى 2013–14
الدوري الهولندي الدرجة الأولى 2013–2014 هو الموسم الثامن والخمسون من الدوري الهولندي الدرجة الأولى منذ إنشائه في عام 1956. فاز بهذا الموسم فيلم 2 تيلبورغ.

## الفرق
يشارك 20 نادي في الدوري: النادي الذي يحتل المرتبة الأولى في هذا الدوري يتأهل مباشرتا إلى الدوري الهولندي الممتاز، تأهل في هذه الدوري فيلم 2 تيلبورغ.